# Фішер (Арканзас)
Фішер (англ. Fisher) — місто (англ. city) в США, в окрузі Пойнсетт штату Арканзас. Населення — 180 осіб (2020).

## Географія
Фішер розташований за координатами 35°29′29″ пн. ш. 90°58′21″ зх. д. / 35.49139° пн. ш. 90.97250° зх. д. (35.491302, -90.972621).  За даними Бюро перепису населення США в 2010 році місто мало площу 0,80 км², уся площа — суходіл.

## Демографія
Згідно з переписом 2010 року, у місті мешкали 223 особи в 96 домогосподарствах у складі 59 родин. Густота населення становила 278 осіб/км².  Було 112 помешкання (139/км²). 
Расовий склад населення:
| - 98,2 % — білих - 0,4 % — чорних або афроамериканців - 1,3 % — осіб інших рас |

До двох чи більше рас належало 0,0 %. Іспаномовні складали 1,3 % від усіх жителів.
За віковим діапазоном населення розподілялося таким чином: 20,2 % — особи молодші 18 років, 62,8 % — особи у віці 18—64 років, 17,0 % — особи у віці 65 років та старші. Медіана віку мешканця становила 42,4 року. На 100 осіб жіночої статі у місті припадало 102,7 чоловіків;  на 100 жінок у віці від 18 років та старших — 97,8 чоловіків також старших 18 років.
Середній дохід на одне домашнє господарство  становив 58 139 доларів США (медіана — 41 000), а середній дохід на одну сім'ю — 68 647 доларів (медіана — 50 972). Медіана доходів становила 35 625 доларів для чоловіків та 31 103 долари для жінок. За межею бідності перебувало 8,2 % осіб, у тому числі 6,3 % дітей у віці до 18 років та 16,7 % осіб у віці 65 років та старших.
Цивільне працевлаштоване населення становило 164 особи. Основні галузі зайнятості: освіта, охорона здоров'я та соціальна допомога — 26,2 %, сільське господарство, лісництво, риболовля — 26,2 %, виробництво — 16,5 %, оптова торгівля — 7,3 %.